# Smyrna (Georgia)
Smyrna ist eine Stadt im Cobb County im US-Bundesstaat Georgia mit 55.663 Einwohnern (Stand: Volkszählung 2020).
Sie trägt den Spitznamen „The Jonquil City“.

## Geographie
Smyrna grenzt im Norden direkt an Marietta und liegt rund zehn Kilometer nordwestlich von Atlanta.

## Geschichte
Smyrna geht auf eine 1832 an dieser Stelle angelegte Siedlung zurück, die zuerst Ruffs Siding und später Varners Station genannt wurde. Mit dem Anschluss an die Eisenbahn 1842 erlebte der Ort einen enormen wirtschaftlichen Aufschwung. 1872 wurde die Siedlung zur Stadt Smyrna erhoben. Mit Lorena Pruitt wurde 1946 die erste Frau in einer Stadt des US-Bundesstaates Georgia zum Bürgermeister gewählt.

## Demographische Daten
Laut der Volkszählung von 2010 verteilten sich die damaligen 51.271 Einwohner auf 23.002 bewohnte Haushalte, was einen Schnitt von 2,22 Personen pro Haushalt ergibt. Insgesamt bestehen 25.745 Haushalte.
52,6 % der Haushalte waren Familienhaushalte (bestehend aus verheirateten Paaren mit oder ohne Nachkommen bzw. einem Elternteil mit Nachkomme) mit einer durchschnittlichen Größe von 3,01 Personen. In 28,8 % aller Haushalte lebten Kinder unter 18 Jahren sowie in 13,2 % aller Haushalte Personen mit mindestens 65 Jahren.
24,2 % der Bevölkerung waren jünger als 20 Jahre, 38,8 % waren 20 bis 39 Jahre alt, 25,4 % waren 40 bis 59 Jahre alt und 11,7 % waren mindestens 60 Jahre alt. Das mittlere Alter betrug 34 Jahre. 48,0 % der Bevölkerung waren männlich und 52,0 % weiblich.
53,8 % der Bevölkerung bezeichneten sich als Weiße, 31,6 % als Afroamerikaner, 0,6 % als Indianer und 4,9 % als Asian Americans. 6,3 % gaben die Angehörigkeit zu einer anderen Ethnie und 3,1 % zu mehreren Ethnien an. 14,9 % der Bevölkerung bestand aus Hispanics oder Latinos.
Das durchschnittliche Jahreseinkommen pro Haushalt lag bei 64.889 USD, dabei lebten 12,5 % der Bevölkerung unter der Armutsgrenze.

## Sehenswürdigkeiten
Folgende Objekte sind im National Register of Historic Places gelistet:
- Carmichael, J. H., Farm and General Store
- Rice, John W., Summer Cottage
- Ruff's Mill and Concord Covered Bridge
- Ruff, Martin L., Homeplace

## Ansässige Unternehmen
- Atlanta Bread (Bäckereikette mit über 160 Filialen)
- Eine Tochtergesellschaft der Firma Glock GmbH (USA-Werk zur Erzeugung von Schusswaffen, zum Beispiel der Glock-Pistole)

## Verkehr
Smyrna wird von der Interstate 285, vom U.S. Highway 41 sowie von der Georgia State Route 280 durchquert.
Der nächste Flughafen ist der Hartsfield–Jackson Atlanta International Airport in rund 25 Kilometer südlicher Entfernung.

## Söhne und Töchter der Stadt
- Julia Roberts (* 1967), Schauspielerin
- J. J. Mann (* 1991), Basketballspieler